# Šungové
Šungové byli magadhskou dynastií, která mezi lety 185–73 př. n. l. ovládala území východní část a sever střední Indie. Dynastie Šungů byla založena po pádu dynastie Maurjovské říše. Hlavní město říše Šungů byla Pátaliputra, pozdější králové jako Bhagabhadra též sídlili ve Vidiše na východě Málvy.
Šungové válčili s královstvím Kalinga, Sátavahánů, Indo-řeckým královstvím a snad i Paňčálou a Mathurou.

## Dějiny
Dynastie Šungů byla založena v roce 185 př. n. l., asi 50 let po smrti krále Ašóky. Pušjamitra Šunga, zakladatel dynastie Šungů, tehdy zabil posledního maurjovského krále Brhadru. Pušjamitra se poté sám chopil trůnu a stal se tak králem Magadhy i přilehlých oblastí. Zatímco Pušjamitra vládl v severovýchodních oblastech bývalé Maurjovské říše, na severozápadě vzniklo Indo-řecké království a v oblasti Dekánské plošiny se vlády ujali Sátaváhanové.

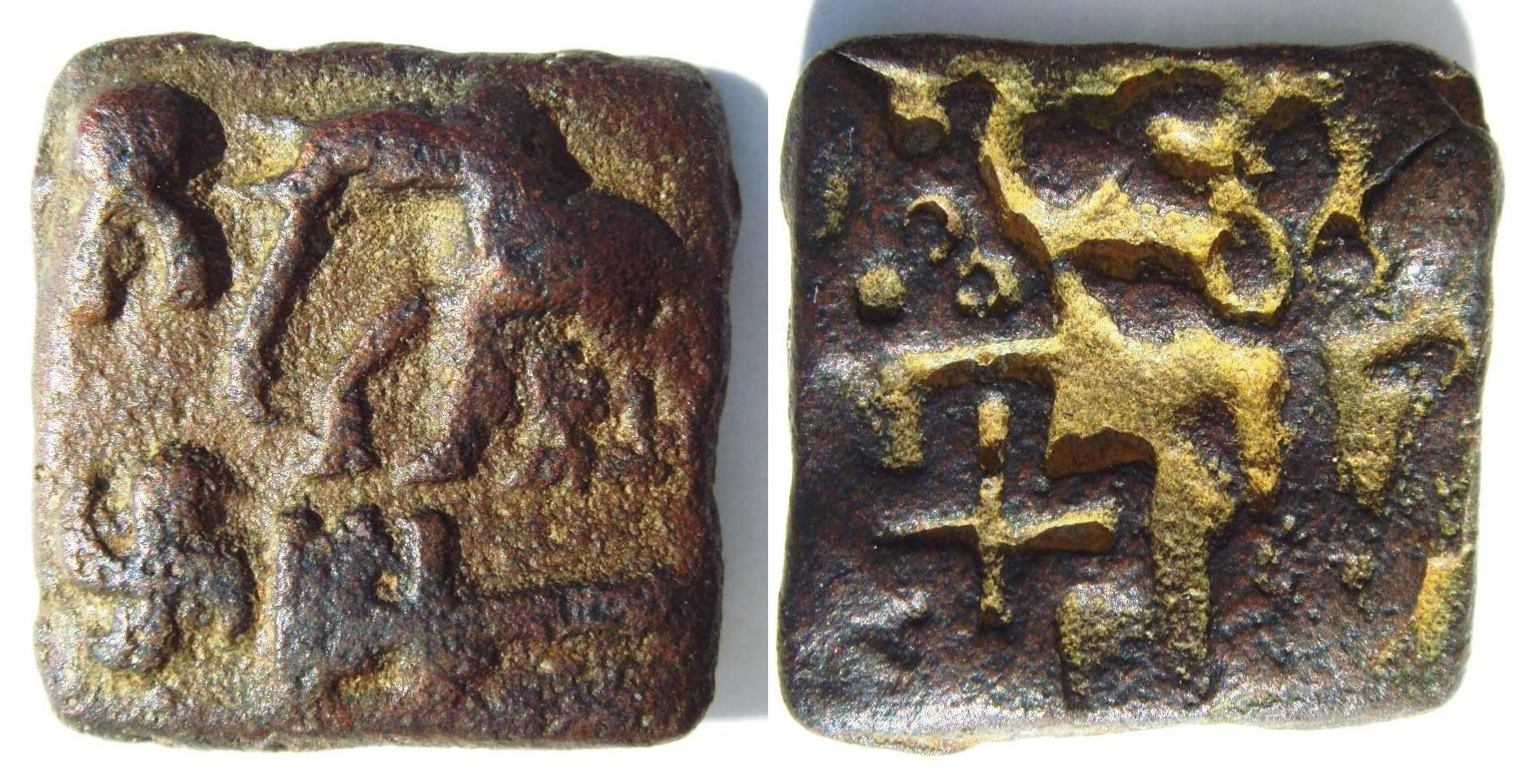
Dobové mince (2.-1. století př. n. l.)

Pušjamitra Šunga byl bráhmanského původu a zasloužil se o znovuoživení bráhmanismu. Avšak díky aktivitám s tímto spojeným byl z jeho země buddhismus vytlačen do Kašmíru, Gandháry a Baktrie. Není však jisté, zda Pušjamitra vytlačoval buddhismus záměrně. Jeho následovníci již byli k buddhismu přístupnější a pomáhali vybudovat stúpu v Bhárhutu.
Pušjamitra zemřel po 36 letech své vlády, v roce 151 př. n. l. Po jeho smrti nastoupil na trůn jeho syn Agnimitra, který se stal hrdinou jednoho z dramat Kálidásy, slavného indického spisovatele a dramatika.
O náboženské politice Šungů toho není mnoho známo. Naopak existují doklady o rozkvětu mnoha odvětví jako umění, vzdělání i filosofie. V jejich době vznikly Pataňdžaliho Jóga sútry a Mahábhášja. Posledním šungským panovníkem se stal Dévabhúti, který byl zavražděn vlastním ministrem Vásudévou Kánvou, který položil základ nastupující dynastii Kánvů.